# ديوغو غوميز
ديوغو غوميز (12 سبتمبر 1985 - ) هو لاعب كرة قدم برازيلي في مركز الوسط. لعب مع نادي أكاديميكا كويمبرا وPro Duta F.C. ‏ وJ. Malucelli Futebol ‏.

## روابط خارجية
- ديوغو غوميز على موقع قاعدة بيانات كرة القدم.إي يو (الإنجليزية)
- ديوغو غوميز على موقع Soccerway.com (الإنجليزية)